# Kermesia yunnanensis
Kermesia yunnanensis är en insektsart som beskrevs av Yang och Hu 1987. Kermesia yunnanensis ingår i släktet Kermesia och familjen Meenoplidae. Inga underarter finns listade i Catalogue of Life.